# Marilde Provera
Marilde Provera (Aosta, 1º marzo 1953) è una politica italiana.

## Biografia
Diplomata ragioniera, dal 1973 inizia a lavorare come impiegata alla Fiat Mirafiori; ben presto si avvicina al mondo sindacale divenendo dirigente della FIOM torinese. Nel 1974 si iscrive al Partito Comunista Italiano. Dal 1985 al 1988 è membro della segreteria della Camera del Lavoro di Pinerolo.
Nel 1998 entra in Rifondazione Comunista, partito con cui è candidata a sindaco di Torino alle elezioni del 2001, ottenendo il 3,1% e venendo eletta consigliera comunale di opposizione.
Il 20 luglio 2004 entra alla Camera dei deputati al posto di Fausto Bertinotti, che aveva optato per il seggio al Parlamento Europeo, dopo che nel 2001 era risultata la prima dei non eletti nella circoscrizione proporzionale del Piemonte; si dimette quindi da consigliera comunale. Viene poi rieletta alla Camera alle Elezioni del 2006 nella circoscrizione Piemonte 1. Dopo le Elezioni politiche del 2008 non viene invece rieletta in Parlamento.
Nel febbraio 2019 entra a far parte della segreteria provinciale torinese dello SPI-CGIL, il sindacato dei pensionati.